# مولد المرض المقدس

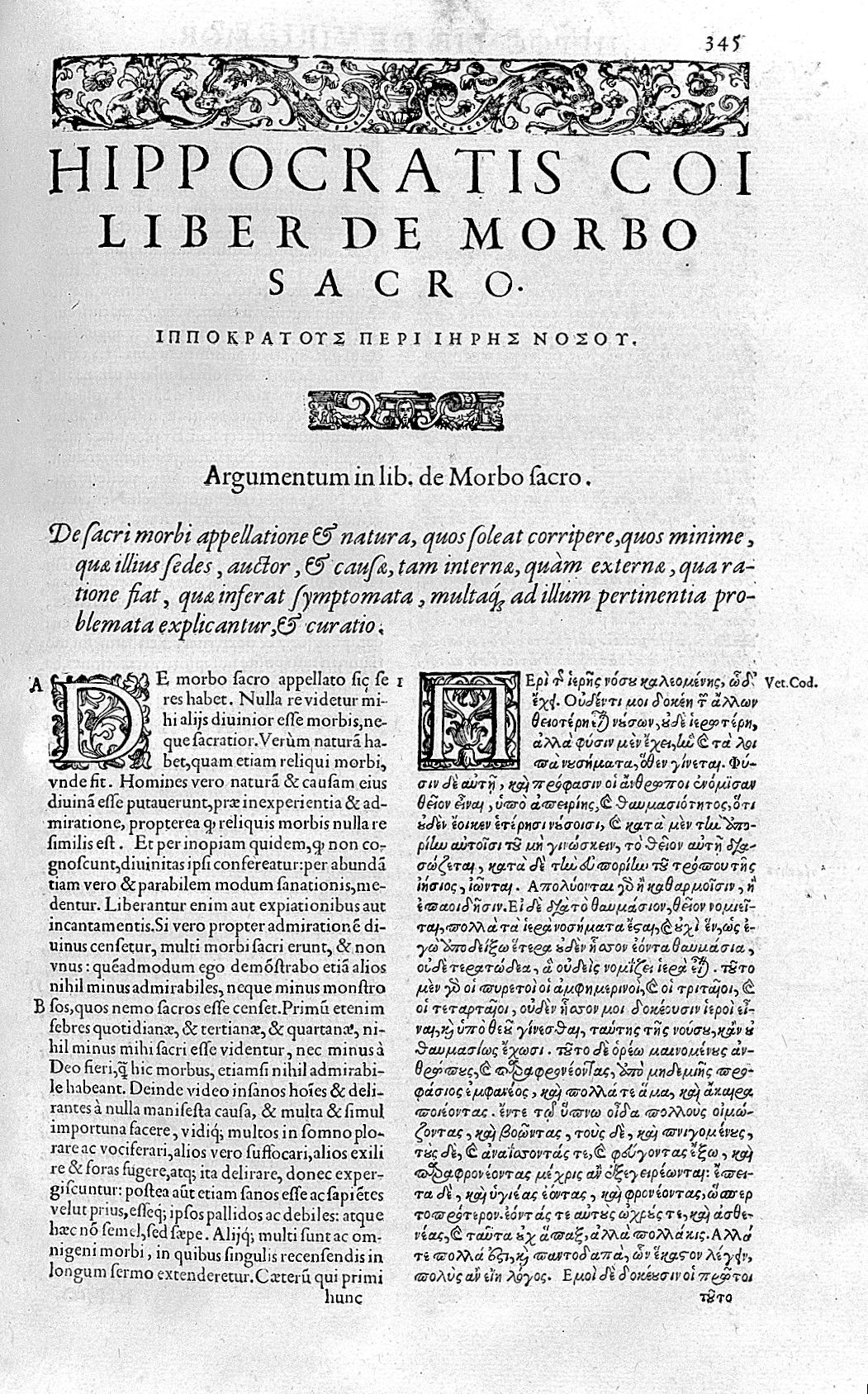
Hippocrates, Opera quae extant, 1588 Wellcome L0027046

حول المرض المقدس هو عمل من مجموعة أبقراط، كُتب حوالي 400 سنة قبل الميلاد، لا يمكن تأكيد تأليفه، لذلك يعتبر مشكوك فيه. ويُعتقد أن الأطروحة تحتوي على واحدة من أولى الملاحظات المسجلة للصرع عند البشر. يشرح المؤلف هذه الظواهر من خلال تدفق البلغم المتدفق من الدماغ إلى الأوردة بدلاً من تحديد أصل إلهي لها. يعتبر هذا التحول من تفسير خارق للطبيعة إلى تفسير طبيعي تقدمًا كبيرًا في تاريخ الطب.